# مقاطعة داورزن
مقاطعة داورزن (بالفارسية: شهرستان داورزن) هي إحدى مقاطعات محافظة خراسان رضوي في إيران. كان عدد سكان المقاطعة سنة 2006 حوالي 22,406 نسمة.